# John Wycliffe

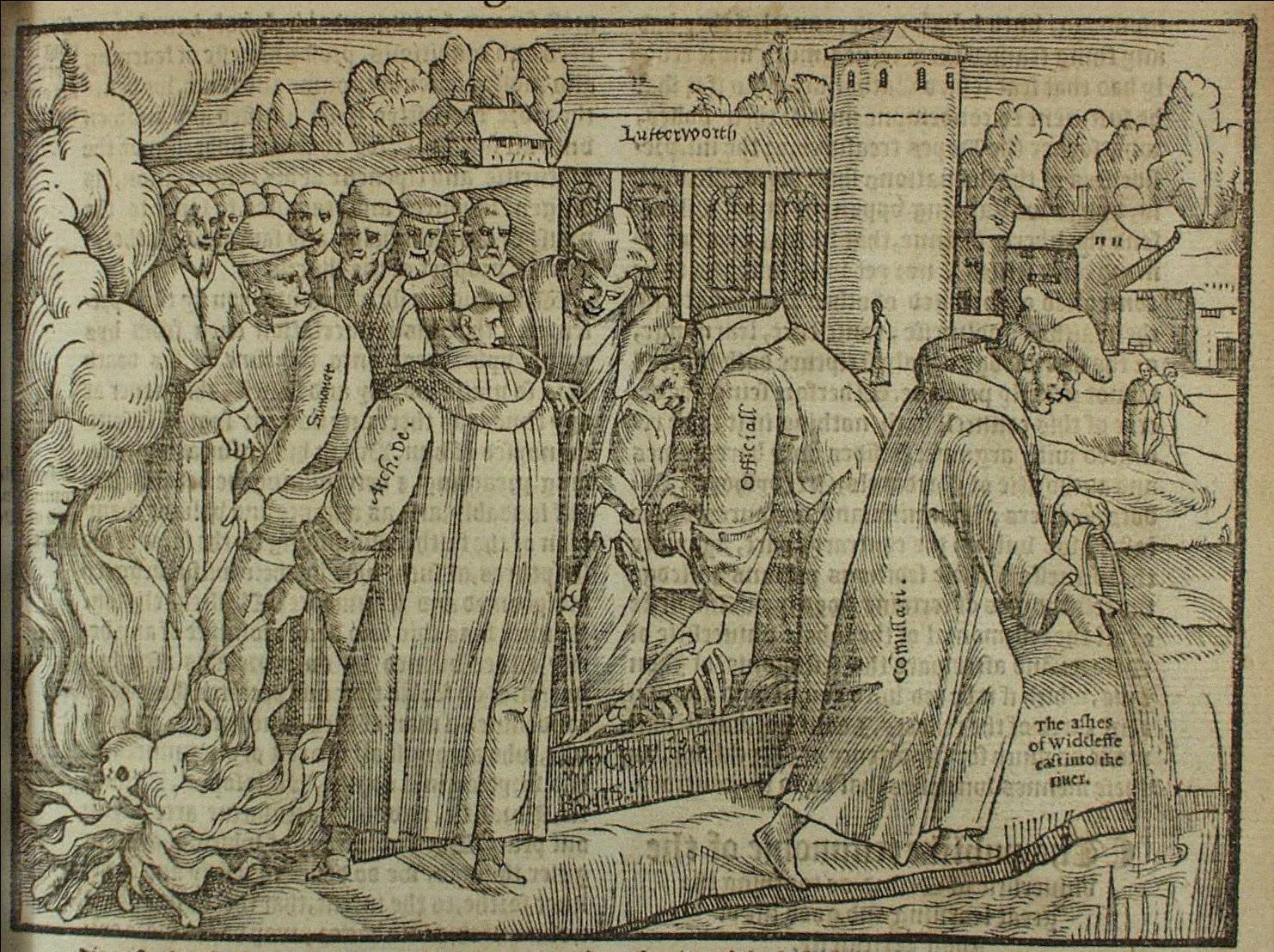
Spalenie kości Wycliffe'a (John Foxe: Book of Martyrs, 1563)

John Wycliffe (w wersji spolszczonej Jan Wiklif lub Wiklef, nie ma pewności co do oryginalnej pisowni jego nazwiska; ur. ok. 1329 w Hipswell w hrabstwie Yorkshire, zm. 31 grudnia 1384 roku w Lutterworth niedaleko Leicester) – angielski teolog, bohater wiary i reformator Kościoła, profesor teologii Uniwersytetu w Oksfordzie i duchowny katolicki związany z ruchem lollardów. Zwalczany przez Kościół katolicki.
John Wycliffe był zwolennikiem reform Kościoła w oparciu o nauki Pisma Świętego. Sprzeciwiał się bogactwu Kościoła, supremacji władzy papieskiej, nauce o substancjalnej obecności Chrystusa w Wieczerzy Pańskiej, niemoralności i żądzy władzy wśród duchownych, a także innym naukom i praktykom w Kościele, które później również odrzuciły wyznania protestanckie. Odrzucił pojęcie czyśćca, był przeciwny celibatowi, pielgrzymkom, sprzedaży odpustów i kultowi świętych.

## Życiorys

### Młodość
Wiklif urodził się we wsi Hipswell znajdującej się w północnej części Yorkshire w latach 20. XIV wieku. Jego rodzina zamieszkiwała te okolice od dawna i posiadała tam spory areał, którego centrum stanowiła wieś Wycliffe (Durham) leżąca około 15 km na północ od Hipswell. Nie wiadomo zbyt wiele o wczesnych latach jego życia, prawdopodobnie edukację otrzymał w lokalnej szkole parafialnej i nie wiadomo nawet dokładnie kiedy przybył do Oxfordu, z którym był silnie związany do końca życia. Ale z pewnością przebywał tam w połowie lat 40. XIV wieku. Arcybiskupem Canterbury był Thomas Bradwardine, autor książki „W sprawie bożej przeciwko pelagianom”, która była śmiałym nawiązaniem do doktryny łaski apostoła Pawła i Augustyna z Hippony i miała duży wpływ na kształtowanie przekonań teologicznych Wiklifa. Wiele zawdzięczał myśli Williama Ockhama, wykazywał zainteresowanie matematyką i naukami przyrodniczymi, ale poświęcił się studiowaniu teologii, prawa kościelnego i filozofii. Nawet jego przeciwnicy przyznawali, że wykazywał zręczność w dialektyce a jego pisma dowodzą iż znał dobrze prawo rzymskie i angielskie oraz historię Anglii.
Na ten czas przypadł konflikt pomiędzy bractwami studenckimi reprezentującymi studentów pochodzących z północy (Boreales) i południa (Australes). Wiklif należał do bardziej antyklerykalnych Boreales. W filozofii żywy był spór pomiędzy nominalizmem a realizmem, Wiklif znał oba te kierunki. Był głęboko rozczarowany stanem filozofii scholastycznej jak i samego Kościoła i kleru. Pod koniec życia dowodził iż to Biblia powinna być największym autorytetem w chrześcijaństwie, twierdził iż instytucja papiestwa jest niebiblijna, ruch klasztorny w sposób nieodwracalny zepsuty a urzędy kościelne i sakramenty są nieważne z powodu niemoralności księży.

### Działalność
Studia na Balliol College w Oksfordzie ukończył w 1361 r. W tym samym roku dostał stanowisko w parafii Fillingham w Lincolnshire i dlatego musiał zrezygnować ze stanowiska na uniwersytecie, choć nadal mieszkał w Oxfordzie. Do uzyskania licencjatu zajmował się naukami przyrodniczymi i matematyką, ale Bachelor’s degree otrzymał z teologii i później zajmował się studiami biblijnymi. Ze względu na zdolności został w 1365 r. wyznaczony przez arcybiskupa Canterbury, Simona Islipa na dziekana Canterbury College, którego celem było wykształcenie świeckiego duchowieństwa diecezjalnego. Jednakże rok później promujący świeckie duchowieństwo Islip zmarł, a jego następcą został Simon Langham, reprezentujący ruch monastyczny, który przekazał Canterbury College innemu mnichowi. Wiklif odwołał się do Rzymu, ale otrzymał odpowiedź negatywną. Pomiędzy rokiem 1372 a 1385 został doktorem teologii oraz wykładowcą teologii. W 1376 otrzymał od rodziców list, w którym zachęcili go do przejścia na inny uniwersytet, lecz John odmówił. W 1368 r. opuścił Fillingham gdyż otrzymał parafię w Ludgershall w pobliżu Oxfordu, co pozwalało mu utrzymywać kontakt z uniwersytetem. Sześć lat później w 1374 dostał posiadłość w Lutterworth, gdzie mieszkał do śmierci i mniej więcej w tym samym czasie prebendę w Aust w Westbury-on-Trym (obecnie część miasta Bristol).
Był inicjatorem pierwszego przekładu Pisma Świętego na język angielski – Biblia Wycliffe’a. Tłumaczenie z łaciny ukończono pod jego kierownictwem w roku 1382, po 20 latach pracy. Biblia ta była ręcznie kopiowana i rozpowszechniana przez lollardów.
John Wycliffe był ostro zwalczany przez Kościół katolicki, który nie zgadzał się na tłumaczenie Pisma Świętego na język prostego ludu, ani na postulowane przez Wycliffe’a reformy. Papież Grzegorz XI wydał pięć bulli potępiających Wycliffe’a, choć nigdy go nie ekskomunikował. 
Sobór w Konstancji (1414–1418) potępił pisma Wycliffe’a i nakazał spalenie jego książek. Postanowił również usunięcie jego szczątków z poświęconej ziemi. W roku 1428 biskup angielski na polecenie papieża Marcina V wyjął kości Wycliffe’a z grobu cmentarza w Lutterworth. Zostały one zmiażdżone, spalone na popiół i wrzucone do rzeki Swift.

## Dziedzictwo
Wycliffe zainicjował ruch lollardów, wędrownych kaznodziejów Pisma Świętego, którzy dalej szerzyli jego idee. Prace Wycliffe’a były inspiracją dla Jana Husa, czeskiego reformatora religijnego. W związku z tym husytów utożsamiano z wiklifistami i lollardami. 
Do postaci i nauk Wycliffe’a nawiązuje jeden z najstarszych zabytków języka polskiego „Pieśń o Wiklefie”, napisana w połowie XV wieku przez Jędrzeja Gałkę z Dobczyna, nazywanego „polskim lollardem”.
Wycliffe jest uważany za prekursora ruchów reformacyjnych, często bywa nazywany „jutrzenką reformacji”. W Kościołach protestanckich uznawany za bohatera wiary, zaś w Kościele anglikańskim za świętego.